# Antonio Correr
Antonio Correr, le « cardinal de Bologne » (né à Venise, Italie, alors dans la république de Venise, le 15 juillet 1359 et mort à Padoue le 9 janvier 1445), est un cardinal du XVe siècle. Il est un des fondateurs des augustins chanoines réguliers de San Giorgio in Alga à Venise.

## Biographie
Antonio Correr est le fils de Filippo Correr, frère du pape Grégoire XII, et un cousin du pape Eugène IV. Il est également l'oncle de Gregorio Correr.
Antonio Correr est doyen de Corone. En 1405 il est nommé évêque de Modon et transféré en 1407 à Bologne. Il est entravé à prendre possession de son diocèse par le cardinal legate Baldassare Cossa, le futur antipape Jean XXIII, qui considère le pape Grégoire XII comme illégitime. Correr est administrateur apostolique d'Asolo en 1408-1410 et patriarche latin de Constantinople en 1408-1409 en succession de son oncle.
Le pape Grégoire XII le crée cardinal lors du consistoire du 9 mai 1408. Le cardinal Correr est nommé légat apostolique en Allemagne et en Flandre en 1408 et camerlingue de la Sainte Église en 1412. En 1420-1421, il est administrateur de Cittanova.
Il est nommé légat en Pérouse, abbé commendataire de S. Angelo à Vérone, abbé commendataire des abbayes de S. Zeno à Vérone et de S. Giovanni di Verdara à Padoue. Correr est encore doyen du Collège des cardinaux et administrateur de Rimini en 1435 et administrateur de Cervia en 1435-1440. En 1438 il est nommé grand pénitencier.
Correr ne participe ni au concile de Pise, ni au conclaves de 1409, lors duquel les antipapes Alexandre V et Jean XXIII sont élus. Il participe au concile de Constance et aux conclaves de 1417 (élection de Martin V) et de 1431 (élection d'Eugène IV)